# Carcharhinus cerdale
Espèce
Statut de conservation UICN

 CR A2bcd : 
En danger critique
Carcharhinus cerdale est une espèce de requins de la famille des Carcharhinidae. Ce taxon, considéré longtemps comme tombé en désuétude, a été remis à l'ordre du jour par José I. Castro (d) en 2011, qui considère que ce requin présente des différences morphologiques majeures avec Carcharhinus porosus, un requin de l'Atlantique avec lequel il a été jusque-là confondu.
Il est relativement petit avec une peau d'une couleur brun clair. On peut le rencontrer dans l'océan Pacifique. On sait globalement peu de chose sur cette espèce. Il ressemble un peu au Requin cuivre et au Requin-taureau, bien que beaucoup plus petit. Il n'est vraisemblablement pas dangereux pour l'Homme.

## Description
Carcharhinus cerdale est un requin de petite taille, mesurant moins de 140 cm de long. Il a un corps fuselé et un long museau, plus long que sa gueule est large. Sa première nageoire dorsale prend naissance entre l'axe des nageoires pectorales et leur extrémité libre, et la seconde légèrement derrière l'origine de la nageoire anale. La nageoire caudale mesure environ un quart de la longueur totale du corps. Ce requin compte 13 à 15 rangées de dents de chaque côté de sa mâchoire supérieure, et 12 à 15 rangées de dents de chaque côté de sa mâchoire inférieure, avec respectivement 1 à 2 et 0 à 2 petites dents au niveau de la symphyse des mâchoires supérieures et inférieures. Les dents de la mâchoire supérieure sont triangulaires, deviennent obliques au fur et à mesure qu'on se rapproche des côtés, sont dentelées et présentent une encoche sur le bord postérieure. Celles de la mâchoire inférieure sont plus droites, plus étroites avec des bords moins nettement dentelées.

## Biologie et écologie
On sait très peu de choses de la biologie et du comportement de ce requin, notamment du fait de sa confusion avec les autres requins. Carcharhinus cerdale se nourrit de raies, de poissons et de petits invertébrés. Certains adultes se nourrissent également de jeunes d'autres espèces de requins. Comme les autres requins de la famille des Carcharhinidae, Carcharhinus cerdale est vivipare ; après que les embryons en développement ont épuisé leur réserve en vitellus, le sac vitellin vide se développe en une connexion avec le placenta qui permet à l'embryon d'être nourri par sa mère.

## Distribution et habitat
Carcharhinus cerdale vit dans l'est de l'océan Pacifique, notamment du Golfe de Californie jusqu'au Pérou. Cette espèce pourrait également être présente en Asie, au large de Bornéo, de la Thaïlande et du Vietnam, à moins qu'il ne s'agisse là d'une espèce de Carcharhinus pas encore identifiée. Il est parfois capturé dans des eaux entre 30 et 40 m de fond, mais on ne connaît pas vraiment son habitat préférentiel.

## Taxonomie et phylogénie
Cette espèce a été décrite pour la première fois par Gilbert dans une parution de 1898 de Fishes of North and Middle America, à partir d'un spécimen provenant de l'océan Pacifique, au large du Panama. L'épithète spécifique cerdale vient du grec kerdaleos signifiant « renard ». Différents auteurs considèrent ensuite que cette espèce est un synonyme de Carcharhinus porosus, une espèce de l'océan Atlantique dont le spécimen type provient du large du Brésil. Dans son étude phylogénétique basée sur la morphologie des animaux de 1982, Jack Garrick confirme cette synonymie, bien qu'il note que les spécimens de l'Atlantique et ceux du Pacifique ont un nombre de vertèbres différents. C'est Castro qui finalement revient sur ce classement, indiquant en 2011 que les deux populations de requins correspondaient à deux espèces différentes, en s'appuyant sur des différences morphologiques : la première nageoire dorsale de Carcharhinus porosus prend naissance juste au-dessus des extrémités libres des nageoires pectorales, tandis que chez Carcharhinus cerdale la première nageoire dorsale prend naissance entre l'axe des nageoires pectorales et leur extrémité libre, et la seconde légèrement derrière l'origine de la nageoire anale. Cette distinction ne fait pas l'unanimité parmi les auteurs.

## Menaces et conservation
L'UICN (23 janvier 2023) classe l'espèce en catégorie CR (en danger critique) dans la liste rouge des espèces menacées depuis 2020. Victime (parfois collatérale) de la pêche, ce requin a vu sa population décliner de plus de 80 % en 27 ans.